# 340 ق م
340 ق م أو 340 قبل الميلاد هي سنة من العقد 34 ق م في التقويم اليولياني البروليبتي (التقويم الميلادي). تسبقها سنة 341 ق م وتليها سنة 339 ق م.

## أحداث
- معركة فيزوف بين الرومان وحلفائهم السامانيين ضد تحالف من عدة شعوب: اللاتين، الكامبانيون، فولشي، سيديسيني، وأورونسي.[5]

## مواليد
- برنيكي الأولى زوجة الملك بطليموس الأول.

## وفيات
- ليس هيكارا محظية يونانية.[6]

## كُتُب
- Yves Denis Papin (1998). Chronologie de l'histoire ancienne. Lieu de publication non identifié: Éditions Jean-paul Gisserot. ISBN:2-87747-346-5. OCLC:40746926. مؤرشف من الأصل في 2022-03-16.
- أحمد محمد عوف (2000)، موسوعة حضارة العالم، QID:Q12246226

## وصلات خارجية
- صفحة السنة على موقع onthisday.com
- سنة 340 ق م على موقع المكتبة الوطنية الفرنسية